# Loděnice (vattendrag)
Loděnice är ett vattendrag i Tjeckien. Det ligger i den centrala delen av landet, 26 km sydväst om huvudstaden Prag.